# Hutu
Gli Hutu (in kirundi ed in kinyarwanda Abahutu) sono una delle etnie che occupano la regione situata tra il Burundi e il Ruanda. Fra queste, gli Hutu sono senza dubbio il gruppo più numeroso: l'84% dei ruandesi e l'85% dei burundesi sono infatti Hutu.

## Storia
Il concetto di etnia, introdotto dai colonizzatori prima tedeschi e poi belgi, oggi è assai discusso: si tratta infatti di una suddivisione artificiale, basata più sulla classe sociale che sull'etnia, poiché non vi sono significative differenze somatiche, genetiche, religiose, linguistiche o culturali tra gli Hutu e gli altri gruppi etnici nell'area (quali i Tutsi). Anche un abitante del Burundi o del Ruanda, se non conosce l'origine familiare di un individuo, non riesce a distinguere l'appartenenza "razziale".
Hutu e Tutsi hanno, d'altronde, la stessa religione e la stessa lingua. Alcuni studiosi fanno anche notare il ruolo importante che i colonizzatori belgi ebbero nella creazione delle idee di razze Hutu e Tutsi. Ci si riferisce al dibattito sull'origine camitica della gente tutsi. Secondo gli storiografi belgi, gli Hutu arrivarono nella regione dei Grandi Laghi intorno al I secolo d.C., scacciando i Twa.
Gli Hutu dominarono sull'area, attraverso una serie di piccoli regni, fino al quindicesimo secolo. Si pensa che a quel tempo i Tutsi arrivarono nell'area dall'Etiopia e sottomisero gli Hutu. La monarchia tutsi sopravvisse fino alla fine dell'era coloniale negli anni '50; i dominatori belgi usavano e codificavano le divisioni etniche per mantenere saldo il proprio controllo. La monarchia tutsi cadde rapidamente e la regione fu divisa tra Ruanda e Burundi nel 1962. Tuttavia, i Tutsi rimasero dominanti nel Burundi, mentre gli Hutu ebbero il controllo del Ruanda fino al 1994. Forti tensioni etniche tra i due gruppi portarono al genocidio ruandese avvenuto nel 1994.